# Marc Raubenheimer
Marc Raubenheimer (* 31. März 1952 in Durban; † 7. Dezember 1983 in Madrid/Barajas) war ein südafrikanischer Pianist.

## Leben und Karriere
Marc Raubenheimer debütierte mit 13 Jahren in Durban, er war ein Schüler der bekannten Musikpädagogin Ethel Kerkin. Es folgten Studien in München (bei Friedrich Gulda), in Wien (u. a. bei Dieter Weber), in London und New York (u. a. bei Rosinna Lhevinne, Irma Wolpe Rademacher und Martin Canin). Ein weiterer Lehrer war Peter Feuchtwanger.
Er gewann u. a. einen Preis von Radio South Africa und Stipendien der South African Music Rights Association und der Stellenbosch Farmer’s Winery, den Jugendklavierwettbewerb von Portland und den Wettbewerb des New York Piano Teachers Congress für junge Interpreten.
In Deutschland trat er u. a. im Januar 1973 in Coesfeld auf, wo er mit dem Sinfonieorchester Münster unter der Leitung von Alfred Walter Rachmaninoffs Klavierkonzert Nr. 3 spielte.
Raubenheimer gab 1978 sein Londoner Debüt in der Wigmore Hall. Es folgten zahlreiche Konzerte in Europa, den USA und Südafrika sowie Radioübertragungen von Konzerten. Er gewann im August 1982 in Santander den ersten Preis der Paloma O’Shea International Piano Competition, was in der Musikwelt Aufsehen erregte und der Anfang einer pianistischen Weltkarriere zu sein schien.
Im Juni 1983 nahm er in London seine erste Schallplatte mit Werken von Robert Schumann auf, darunter die selten gespielte dritte Klaviersonate. Sein letztes Rezital im Rahmen einer Welttournee war im Dezember 1983 geplant, und zwar wiederum in Santander.
Er bestieg am 7. Dezember 1983 auf dem Flughafen Barajas in Madrid eine DC 9, die ihn nach Santander hätte bringen sollen. In dichtem Nebel rollte die Maschine auf eine falsche Startbahn, worauf eine startende Boeing 727 auf dem Flug nach Rom um 8.39 Uhr morgens mit der DC 9 kollidierte. 93 Menschen starben, darunter alle Passagiere und die Crew der DC 9. Unter den Toten war, neben Marc Raubenheimer, auch der bekannte spanische Sportphilosoph José María Cagigal (1928–1983).
Die Schumann-Aufnahme wurde 1984 von Decca nur als Schallplatte veröffentlicht, Aufnahmen von Raubenheimers Spiel, das Kritiker aus aller Welt begeistert hatte, sind auf CD nicht greifbar. Im Nachruf der „Musical Times“ No. 1693 vom März 1984, S. 168, wurde Raubenheimers „unorthodoxer“ Stil und seine „brillante Technik“ gewürdigt.
Vom Marc Raubenheimer Trust wird der Marc Raubenheimer Memorial Prize sowie ein Stipendium für junge Musiker vergeben.